# محمد آغاکرمانی
محمد آغاکرمانی پزشک ایرانی قرن ۱۸ میلادی و از اهالی کرمان بود.
اطلاعاتی اندکی دربارهٔ زندگی او در دسترس است به جز این که وی در ۱۷۴۷ فعال بوده است.
وی توسط دانشنامهٔ و ۳ رسالهٔ خود که امروزه تحت حفاظت است، شناخته شده می‌شود.
وی رساله ای در دندانپزشکی دارد که نسخه خطی آن در کتابخانه ملی پزشکی ایالات متحده آمریکا قرار دارد. این تنها رساله ای است که به طور ویژه دربارهٔ بهداشت دهان و دندان در کتابخانه ملی پزشکی ایالات متحده آمریکا وجود دارد. این رساله 'رساله فی الحکم المسواک نام دارد و در سال ۱۷۴۷ میلادی نوشته شده است. نسخه موجود منحصر به فرد است و هیچ نسخه دیگری از آن رساله وجود ندارد.

## سایر رساله‌ها
به جز رسالهٔ بالا، برای کسب اطلاعات راجع به دیگر رسالهٔ وی به منابع زیر رجوع کنید.
- کارل بروکلمان, Geschichte der arabischen Litteratur, 1st edition, 2 vols. (Leiden: Brill, 1889–1936). Second edition, 2 vols. (Leiden: Brill, 1943–49). Page references will be to those of the first edition, with the 2nd edition page numbers given in parentheses. vol. 2, p. 454 (604).
- کارل بروکلمان, Geschichte der arabischen Litteratur, Supplement, 3 vols. (Leiden: Brill, 1937–1942). vol. 2, p. 674 no. 7.